# VMU
 (octobre 2019).
Si vous disposez d'ouvrages ou d'articles de référence ou si vous connaissez des sites web de qualité traitant du thème abordé ici, merci de compléter l'article en donnant les références utiles à sa vérifiabilité et en les liant à la section « Notes et références ».

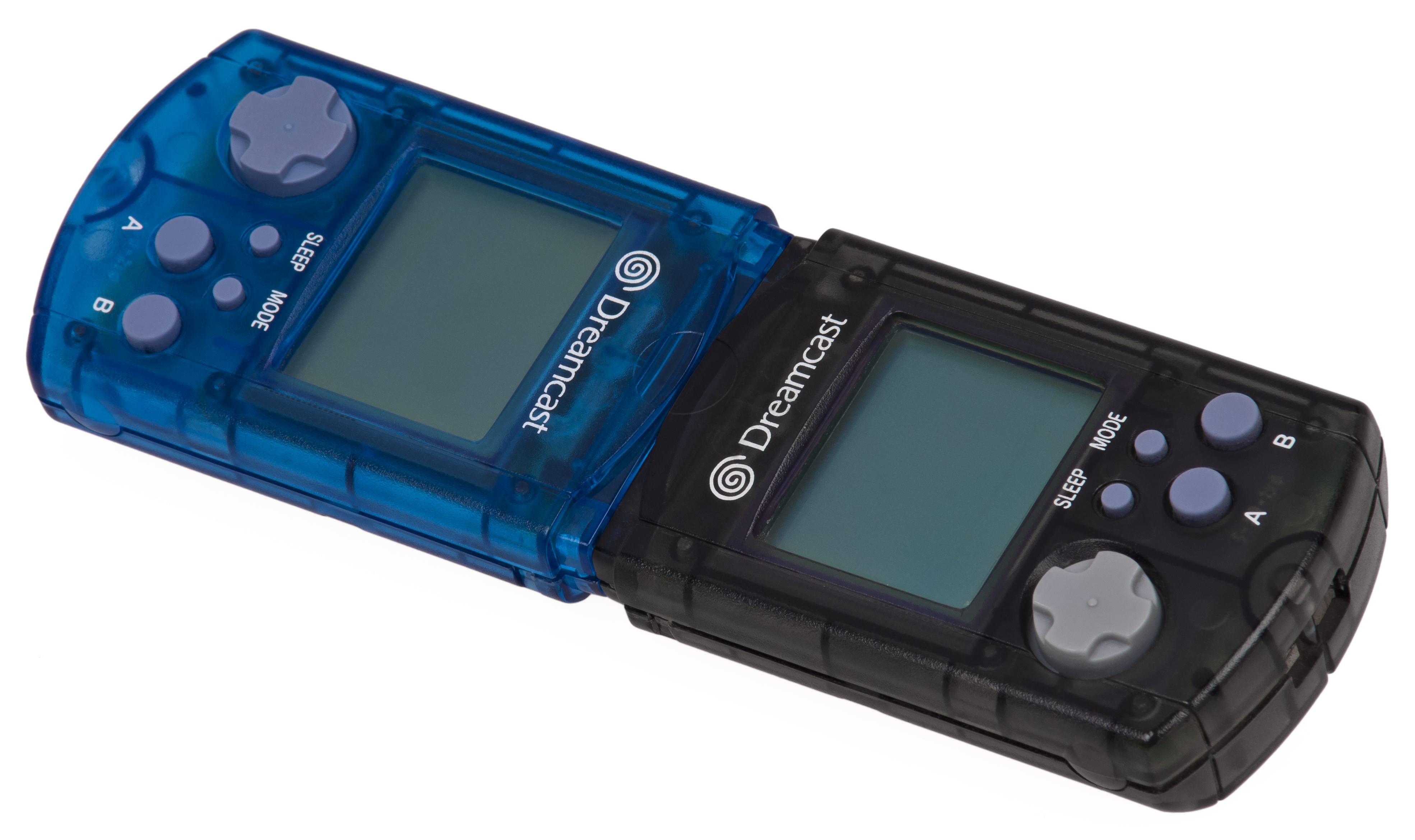
Les VMU peuvent être couplées afin d'échanger des fichiers.

Le Dreamcast VMU (Visual Memory Unit, soit « Unité Visuelle de Mémoire ») est une carte mémoire développée par l'entreprise Sega comportant un écran LCD pour pouvoir jouer à des mini-jeux mais aussi voir des animations lors de parties jouées sur Dreamcast. Son nom original est Dreamcast VMS pour Visual Memory System. Elle fut nommée ainsi au Japon et aux États-Unis, le nom VMU ne fut utilisé qu'en Europe. Le VMU à une capacité de 1 Mo soit 255 blocks mais des éditeurs ont développé des modèles allant jusqu'à 4 Mo. Elle possède 128 Ko de stockage pour réaliser des sauvegardes Dreamcast. Le VMU permet également de s'affronter sur des mini-jeux à deux : il suffit de connecter 2 cartes l'une à l'autre.
Au Japon, la VMS fut lancé avant la Dreamcast dans une édition Spéciale Godzilla en juillet 1998.
Contrairement au Mega CD et à la Saturn qui incluent une mémoire de sauvegarde interne, la Dreamcast utilise une carte mémoire de 128 ko appelée VMU (ou "Visual Memory Unit") pour le stockage des données de sauvegarde des jeux. Le VMU dispose d'un petit écran LCD, d'une sortie audio à partir d'une source sonore PWM à un canal, d'une mémoire non volatile, d'un pad directionnel et de quatre boutons. Le VMU peut afficher des informations de jeu, être utilisée comme une console portable basique et se connecter à certaines bornes d'arcade Sega. Par exemple, les joueurs peuvent utilisent le VMU pour élever des animaux virtuels dans Sonic Adventure. Les responsables de Sega ont noté que la VMU pourrait être utilisée « comme une zone de visualisation privée, dont l'absence a empêché la mise en œuvre efficace de nombreux types de jeux dans le passé »

## Titres proposant des minis-jeux et fonctionnalités supplémentaires
- Cardcaptor Sakura: Tomoyo no Video Daisakusen
- Demolition Racer: No Exit
- Dino Crisis
- Evolution 2 (Horloge de 12 heures)
- Godzilla Generations (Version Japonaise)
- Grand Theft Auto 2
- Jet Set Radio / Jet Grind Radio
- Marvel vs. Capcom 2
- Namco Museum
- NFL 2K
- NFL 2K1
- NFL 2K2
- Power Stone
- Power Stone 2
- Quake III Arena
- Resident Evil 2
- Resident Evil 3
- Sega GT
- Sega Rally Championship 2 (Statistiques et records)
- Shenmue
- Silent Scope
- Skies of Arcadia
- Sonic Adventure
- Sonic Adventure 2
- Soul Calibur (Version Japonaise)
- Super Runabout (Mini jeux de voiture jouable sur le VMU à trouver dans un niveau)
- Sword of the Berserk: Guts' Rage
- Tech Romancer
- Time Stalkers
- Tokyo Bus Guide
- TrickStyle
- Virtua Tennis[1]
- Zombie Revenge